# Enemésio Ângelo Lazzaris

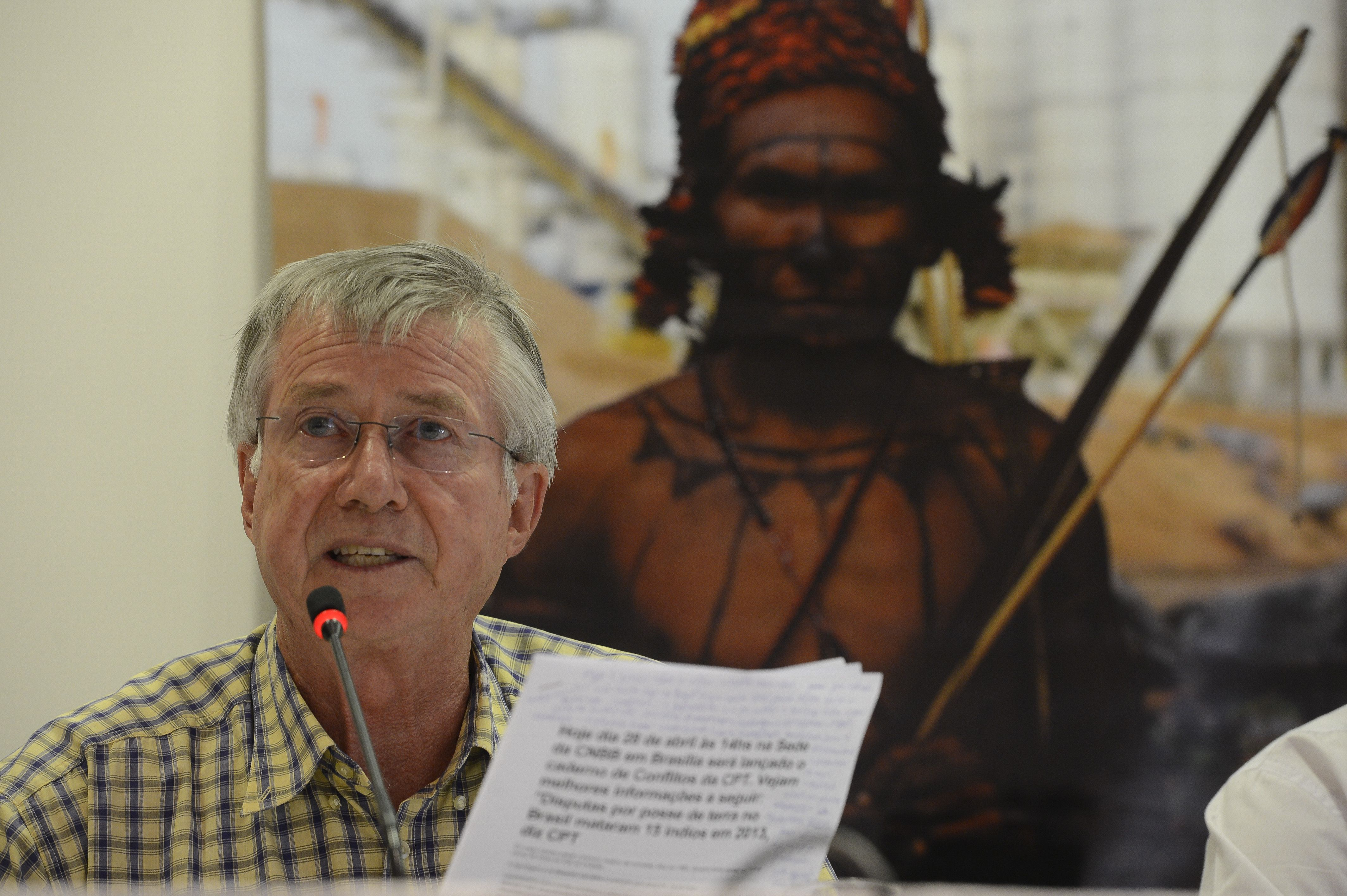
Enemésio Ângelo Lazzaris

Enemésio Ângelo Lazzaris FDP (* 19. Dezember 1948 in Siderópolis, Brasilien; † 2. Februar 2020 in Araguaína, Brasilien) war ein brasilianischer Ordensgeistlicher und römisch-katholischer Bischof von Balsas.

## Leben
Enemésio Ângelo Lazzaris trat der Ordensgemeinschaft der Söhne der göttlichen Vorsehung (auch: Orioniten) bei, legte die Profess am 27. Oktober 1974 ab und empfing nach seiner theologischen Ausbildung am 26. Juli 1975 die Priesterweihe. Er war Pfarrer der Pfarrei des Heiligen Herzens Jesu in Araguaína, Direktor des Colégio Dom Orione de São Sebastião in Rio de Janeiro und Oberer der Nordprovinz Brasiliens der Kongregation für das kleine Werk der göttlichen Vorsehung.
Papst Benedikt XVI. ernannte ihn am 12. Dezember 2007 zum Bischof von Balsas. Der Erzbischof von São Luís do Maranhão, José Belisário da Silva OFM, spendete ihm am 29. März des nächsten Jahres die Bischofsweihe; Mitkonsekratoren waren Paulo Antônio de Conto, Bischof von Criciúma, und Aloísio Hilário de Pinho FDP, Bischof von Jataí. Als Wahlspruch wählte er IN TUA VERBUM.
In der brasilianischen Bischofskonferenz (Conferência Nacional dos Bispos do Brasil, CNBB) war Bischof Lazzaris als ein Vorkämpfer für die Anliegen der Armen und für soziale Gerechtigkeit bekannt. Er war Mitglied der Caritas-Kommission der Bischofskonferenz, der Kommission Justitia et Pax, der Arbeitsgruppe zur Bekämpfung von sklavereiähnlichen Arbeits- und Ausbeutungsverhältnissen, von 2012 bis 2018 Vorsitzender der Comissão Pastoral da Terra und von 2017 bis 2019 Vorsitzender der Kommission zur Bekämpfung des Menschenhandels. Er engagierte sich vor allem für die Lösung von Agrarkonflikten mit Großgrundbesitzern und reichte offizielle Beschwerden bei der brasilianischen Regierung gegen Sklavenarbeit und Morde an Indianern ein.